# Celiny (powiat tarnogórski)
Celiny – wieś sołecka w Polsce położona w województwie śląskim, w powiecie tarnogórskim, w gminie Ożarowice przy drodze krajowej nr 78.
1 I – 8 XII 1973 w gminie Bobrowniki w powiecie będzińskim.
W latach 1975–1998 miejscowość należała administracyjnie do województwa katowickiego.